# Tomba
Tomba är en ortsdel av Bar i Montenegro. Den ligger i den södra delen av landet. Tomba ligger 45 meter över havet och antalet invånare är 1 087.
Terrängen runt Tomba är varierad. Havet är nära Tomba åt sydväst. Trakten runt Tomba består till största delen av jordbruksmark och tät bebyggda områden.